# Tanjung Agung (Maje)
Tanjung Agung is een bestuurslaag in het regentschap Kaur van de provincie Bengkulu, Indonesië. Tanjung Agung telt 682 inwoners (volkstelling 2010).